# Yowie Bay, New South Wales
Yowie Bay este o suburbie în Sydney, Australia.